# Bottenlösen
Bottenlösen este o arie protejată (arie specială de conservare — SAC, sit de importanță comunitară — SCI) din Suedia întinsă pe o suprafață de 0,86 ha, integral pe uscat.

## Localizare
Centrul sitului Bottenlösen este situat la coordonatele 58°03′18″N 14°07′24″E / 58.055°N 14.1234°E.

## Înființare
Situl Bottenlösen a fost declarat sit de importanță comunitară în decembrie 1998 pentru a proteja un număr necunoscut de specii din flora spontană și fauna sălbatică aflate în arealul zonei. Situl a fost protejat și ca arie specială de conservare în martie 2011.

## Biodiversitate
Situată în ecoregiunea boreală, aria protejată conține 1 habitat natural: Lacuri și iazuri distrofice naturale.
La baza desemnării sitului se află un număr nedeclarat de specii protejate.